# ツンデレ

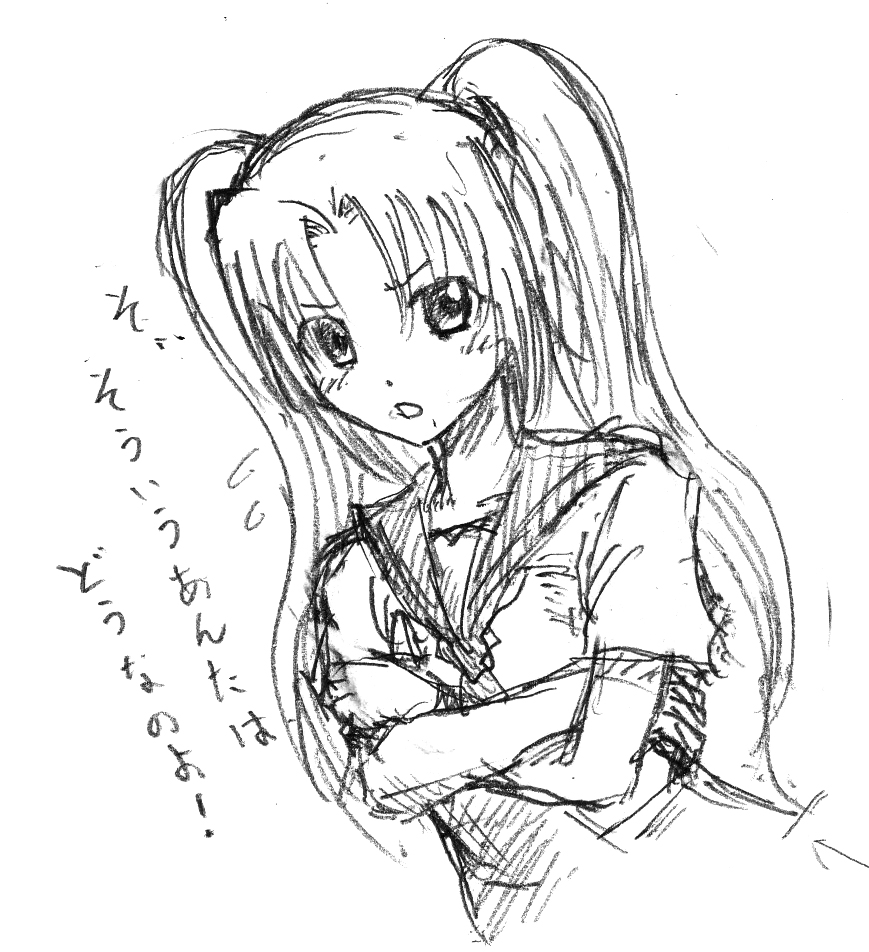
ツンデレのキャラクターの典型的な姿。

ツンデレは、特定の人間関係において敵対的な態度と過度に好意的な態度の二つの性質を持つ様子、またはそうした人物を指す。

## 概要
元々はギャルゲーの登場キャラクターの形容に用いられる用語であったが、2005年頃からは一般の人々の間でも使われるようになった。
「ツンツンしている面」と「デレデレしている面」の二面性をあわせもつ人物がいて、その二面性のギャップが当人の魅力を効果的に引き立てている場合にツンデレと呼ぶと説明されることが多い。しかし、もともとのスラングとしてのツンデレは「もともと好意を持っているが照れ隠しとして冷たく接している女の子が、あるときを境にそれ以降は素直に甘えてくる」という設定をさすものであって、性格のギャップによる魅力を示す表現ではなかったと指摘される場合がある。
アニメ『らき☆すた』の第10話では、ツンデレの用法が巷で適切に使われていない（時間経過による心境の変化ではなく性格の二面性を表す様に誤用されている）と登場キャラクターがぼやくシーンが存在する。
ただし、「ツンデレ」なる用語が使われるようになる以前から、『白鳥麗子でございます!』など、特に漫画やアニメにおいて本当は好意を持っているのに、それを素直に表現できないというキャラクター設定は定番であって、ゲームによってそのような価値観、キャラクターが生まれたという解釈は、世代による誤解によるものであり、ツンデレという用語の出現によってそれが再認識された面もある。

## 歴史
1972年に小池一夫、芳谷圭児の漫画『高校生無頼控』第2話「薩摩守ただのり」で登場人物が「卓子の奴!おれたちにはツンツンしてるくせに あんなイモ野郎とデレデレしやがって!」と発言しているのをツンデレの初出だとする向きがあり、小池はこれを肯定しているが、それに対して「今の言葉とは違うが影響があった可能性は低くない」や「意味が違う」「言葉が略されていない」と賛否分かれている。
ネット上での最初期の用例として2002年8月29日の『あやしいわーるど@暫定』における投稿に、『君が望む永遠』の大空寺あゆについて「ツンツンデレデレが良い、」2002年11月15日『初夜献上』の吉野比咩（よしのひめ）について、「ツンデレキャラ」との記述があり、またその後（2002年12月26日の『2ちゃんねる』）『秋桜の空に』の佐久間晴姫に対して「ツンデレ」とした記述が確認されており、この時期すでに用いられていたことが窺われる。

### 流行とその後
上記の2人きりのようなきちんとした条件は次第に緩くなり、ツンとデレのギャップやツンからデレへの経過を表現した言葉になった。
2006年にかけて、週刊誌などマスメディア上で「ツンデレ」の語が用いられた。これは例えばティーン向けファッション雑誌で理想の恋愛像や魅力的な女性像などとして紹介するものであった。
ツンデレキャラにはまっている人たちを「ツンデレラ（ツンデレラー）」または「ツンデラー」とも呼ばれた。「ツンデレラ」は2006年の新語・流行語大賞にノミネートされたが入賞はしなかった。
2007年1月末に東京ビッグサイト（東京都江東区）で開かれた新作おもちゃの流通関係者向け展示会「トイフォーラム2007」で、使い込むにつれ音声ガイダンスの態度が軟化するという「ツンデレ」ナビゲーションモードを搭載したワンセグ携帯テレビがタカラトミーから発表された。これは同年、関連会社のイー・レヴォリューションより発売された。2007年から2009年にかけて、DEARSからツンデレカルタ、ツンデレ百人一首、ツンデレタロットといった商品が発売されている。
また、気性が激しかったり強い女性を示す言葉として使われるようになった。

## 辞典における記述
用語辞典などに掲載された、「ツンデレ」の意味に関する記述を挙げる。
『イミダス2006』（2005年11月発売、集英社）
「日常ではツンとしているものの、思いを寄せた人と二人きりになると、デレっとする事。」
『現代用語の基礎知識2007』（2006年11月発売、自由国民社）
「普段はツンツン、二人っきりの時は急にしおらしくなってデレデレといちゃついてくるようなタイプのヒロイン、あるいは、そのさまを指した言葉。」
『知恵蔵2007』（2006年11月発売、朝日新聞社）
「オタク用語から一般に浸透しつつある言葉で、普段はツンツンとしているが、ある条件下になるとデレデレといちゃつく状態や人物を指す。」
『ダ・ヴィンチ』2007年2月号（2007年1月発売、メディアファクトリー）
「もともと好きな異性の前でデレッとしてしまいがちな女性がそうならないように自分を律してツンツンしているというように、一つの性格の中で移行するのが、ツンデレ。」
インターネットスラングが起源とされるため定義も多様で、確定していない。解釈は流動的かつ感覚的であり、用法の拡散と細分化も著しい。よって明確なツンデレ像があるわけではなく、用例も性別、人間か非人間（人外）の別に左右されず、関係や出来事に至るまで幅広い。ファンが好む「萌え要素」は猫耳やアホ毛のように視覚的な記号であることが多いが、ツンデレは状況によって女性キャラクターの態度が変化するという「関係性」に根ざしたものであるという点で大きな違いがある。
『ツンデレ大全』の著者であるYU-SHOWは、定義で肝心なのはツンな態度とデレな内面のギャップが魅力的、ツンデレという言葉の響きがしっくりくることで、内なる恋心と表向きの態度に差があるキャラの魅力をシンプルに表した言葉だとしている。

## 事例
用語辞典などに、ツンデレとして紹介、掲載されたキャラクターや人物を挙げる。
大空寺あゆ
ゲーム『君が望む永遠』の登場人物。初めてツンデレと呼ばれたキャラと言われており、あやしいわーるどにおいて彼女に対し「ツンツンデレデレが良い」という投稿がなされたのが、ツンデレの語源とされている。
柴咲コウ
俳優。「ツンデレ役が最も様になる」『ツンデレ女優』。
釘宮理恵
女性声優。ツンデレキャラクターの役を多く演じていることから、「ツンデレの女王」と表現されることがある。

## ツンデレのタイプ

### 大まかな分類
特定キャラによらない大まかな分類として、『ツンデレ大全』の著者であるYU-SHOWは以下の6タイプを挙げた。複数のタイプを兼ね備えている場合も少なくない。
主人公嫌悪
吊り目（目付きがきつい）。髪型はツインテールが比較的多め、精神年齢は低め。
高慢/お嬢様
上流階級出身や人間よりも上位のファンタジー的な存在。“お嬢様”だと身分やそれに求められる実力など自覚して誇りに思っていて他を見下して簡単に惚れないが一度デレると全てをかけて愛してくれる場合か、身分を保つことを意識せずお嬢様であることだけが先に出ている甘やかされた我儘な性格。実は前から惚れられていたりすることが多く、それに気付くことができずに激しくツンツンするが惚れてくると反動でとことん甘える。容姿は高確率で金髪、優雅なロングヘアやツインテールのような長髪が多い、キツめの印象の美女。
悪友/幼馴染
幼馴染とツンデレはイコールにならないがフレンドリーな関係で異性を意識しないことで無遠慮・無神経な態度が多いのはツンに当てはまる。ツンとのギャップでデレるとバカップルになることが多い。容姿は活発的で髪型はショートカットやポニーテールが多い。体育会系の部活をやっているかアルバイトをしている。
孤高/交友拒絶
何らかの事件が原因となって心が傷つき、他者との交流を拒絶。ナイーブさから来ていることが多い。心の奥底では誰かから強く愛されることを求めている。容姿は華奢で線の細いクールビューティー、鋭い視線ながら儚げさもあり、放っておけない印象。髪型はロングヘアが多くショートカットも少なくない。色は黒や銀、モノトーンな落ち着いた色が多く派手な印象はない。自分を理解し心の傷を癒してくれる者が現れると一気にデレる。
堅物/規律重視
クラス委員や風紀委員のようなルールを重視するキャラで他者にも同様に要求する。剣士や騎士も当てはまる。女としての自分にあまり自信がなく規律や鍛錬が心の拠り所。異性関係はあまり気にしない。容姿は眼鏡をかけていることが多く髪型は三つ編みなど地味なものが多い。委員長のような場合は巨乳がかなり多い。剣士だと凛々しく剣術娘はストレートの黒髪でロングが多い。
特別事情
立場的に一定以上の好意や愛情を向けられない。先生と教え子や上官と部下、未成年相手や年齢差が大きい、封建制社会では身分に違いがあり過ぎ、家族同士などが当てはまる。大人びている場合が大多数。髪型はややお堅そうな黒髪系が多い。
また、ツインテールは尖った形が内なる刺々しさを連想、ツリ目はわかりやすいキツさの象徴でこの2つはよく似合い、貧乳が多いことも幼さを強く表し、大抵は子供で未熟さがツンデレという精神的要素に大きく貢献している。

### 性格のタイプ
同じく『ツンデレ大全』の著者であるみやもは、YU-SHOWによる6タイプのようなポジションによるものはよくあるキャラ属性分類なため、心情の変化や表に出る感情を入れた以下の6タイプを挙げた。YU-SHOWと同じく複合タイプも存在する。
外殻剥離
好きだけど素直になれない、キャラ本人もコントロールが難しくそれを乗り越えるのがテーマになりうる、本心が漏れ出ることが多くツンツンしていてもどこかでうっかり好意を出してしまうラブコメではよくあるパターン。
臨界
元から意識せずむしろ反発したり嫌いだったり関心を寄せていなかったが何かのきっかけで熱烈な好意に変化する、振れ幅が大きいため極端な愛情を持つこともある、ドタバタラブコメでは恋しかけるもあることで簡単にトーンダウンすることがオチによく使われる。
偽装
事情により本心を隠している、理由は色々だが悲劇的な相がある、本心は秘めたままか近しい誰かに教えていることがある。
再構築
途中まで仲良かったがアクシデントでツンになり、それを乗り越えることでより深いデレ関係を再構築する、心地よかったときからの落差でストレスをかなり高めるがそれゆえ解決したときのカタルシスが大きい、恋愛ものだけでなく人間関係の作劇の典型例。
大人の分別
職業性の強い場合に公私を区別する。
愛のあるS
愛情ゆえにイジメてそれを楽しんでいる。

## 論考
心理学のゲインロス効果と合わせて言及されることがあり、それは4つのパターンの態度で他人に接している映像を見せた実験の結果、最初は冷たく後であたたかく接する態度が一番高く評価、ずっと優しい態度よりも冷たい人だと感じてから優しくされるとより嬉しくなることを示し、人はいつもよりプラスの変化や成長を感じるほどに非常に気持ちよくなれるからで「ギャップ萌え」「ツンデレの正体」と表されている。
言葉が広まるにつれツンデレ＝二次元女性キャラであったものが、実在の女性のみならず、男性や動物以外に対しても使用されることが多くなった。エッセイストの杉浦由美子は、男性のツンデレキャラクターの増加について、それは女性キャラクターが男性キャラクターを好きになる理由付けとして効果的であるからだと述べている。つまり、男性は恋愛のパートナーを選ぶ際に容姿を重視するので男性キャラクターが女性キャラクターを好きになる理由付けをするのは簡単であるが、女性は恋愛のパートナーを選ぶ際に内面性を重視する傾向にあるため、ツンデレという「外見と中身のギャップ」をあらわす特徴を持たせることが有効なのだという。
YU-SHOWはこの属性が引き付けるのはシンプルに表すと葛藤する様の可愛さだが、それはよくあるもので恋愛ゲームで気の強いヒロインや好意を持っていなかったヒロインがデレると彼女が陥落したという喜びを感じられたり、前から好意を持たれていても本心を出せないのであれば葛藤自体がシナリオとして成立、受け手はその様を楽しめ、ある特別な理由でツンとした態度を取っている場合はその真意を知ると熱い思いが込み上げてくるからであるとする。
みやもはツンとデレの二面性は心理学のアンビバレンスと通ずる点もあり、ツンデレはツンな行動と思考、デレな行動と思考の4つが存在、時間経過や偽りと本心が組み合わせって二面性のギャップが生まれるのがこの属性の構造で、現実なら酷いことをする人でもフィクションではモノローグによって本心を知って悪印象を与えないどころが可愛いとも思わず受け手が感じてしまう工夫で、送り手受け手の共犯空間が作られ送り手側が積極的に裏切らない限り心地よいファンタジーに安心感が得られると分析。男性のツンデレは同人用語である誘い受け（受け側があの手この手を使って消極的だった攻め側に一線を越えさせること）と比較してツンデレキャラは攻めのまま体も一線を越えたり、端的には実はデレていることだけが条件でツン攻めのまま相手と合わさることも可能なツンデレは受け攻めどちらにもなれることが特徴で、2つの概念の差は両者の関係性を重視ているか個人の内心と本心のギャップを重視するかという微妙な違いであり、それは男女のユーザーがキャラに求める快楽の違いであるかもしれないと指摘、またキャラがデレきってしまうと持ち味が失われてしまいツンからデレになる過程である「デレかけ」こそツンデレの醍醐味を簡単適切で言い得て妙なる表現だとしている。

## 調教、凌辱との関係
態度が冷たいものから段々と甘く従順になっていく様は調教や凌辱にも通じる点があり、YU-SHOWは簡単に言えばそれらはツンデレと変わらないようだが、明確な違いは、純粋なツンデレが愛情によるものだが、快楽で誰かを支配する純粋な調教とは違って愛情はなくてもよい、ということである。だが相反しながらも調教にもツンデレは存在し、快楽は愛情にも繋がる要素で、行為自体は愛情とは違っても人間のすることであるため、触れ合う中でツンデレといえる心の動きがあっても不思議ではなく、生命の危機があるような場合でもストックホルム症候群のようなものが発生することもある。そのため明確にツンデレと調教は分けれず、調教ものには愛情と言えるレベルではない作品もあるが、アダルトゲームでは純愛エンディングもあるため、そういったジャンルのゲームをツンデレとは違うと拒絶しなくてもいいとしている。
みやもは感情を露わにすることとその過程への干渉を凌辱や調教の概念の下に置くことが可能で、暴力ポルノがツンデレとは主流になっていないが共通点として相手に対する評価の変動、双方の外的な力関係の変動、心に踏み込むことで感情のパラメータを変動させる、秘密の共有など快楽を生み出すポイントが挙げられ、恋愛で仲が深まることと調教や凌辱で屈したり縛られるのが決定的に違うのは主人公の目的と利害収支で恋愛では双方の心身が結ばれること自体が目的の相互利益だが、凌辱や調教では関係作りが手段化される心身を拘束して何かの利益を目標とするため主人公の利益になることが多く、それの捉え方によってツンデレを含めることができるかの分かれ目であるとした。

## 関連・派生用語
素直クール（クーデレ）
『現代用語の基礎知識2007』では 「素直クールはツンデレと正反対の属性として命名された。しかしながら、ツンデレ同様、完全な定義というものは存在しない。」とされている。
オラニャン
ツンデレの男版、普段は強気な態度を見せているが（オラオラ）、恋人と二人きりになると甘えてくる（ニャンニャン）ような男性のこと。同人業界、サー人（イベサー、ギャルサーの構成員）の間で主に使われている。
ツンデレの同意語と考えられる。